# Агілульф
Агілульф (лат. Agilulf) на прізвисько Тюрінгець (†616), герцог Турина і король лангобардів (590—616), кузен його попередника Автарія та чоловік його вдови Теоделінди. Син герцога Ансвальда, його підняли на щит воїни за рішенням наради у Мілані в травні 591. Перший з королів лангобардів, який відмовився від аріанства на користь ортодоксального християнства, заснованого на Нікейському символі віри.

## Біографія
Агілульф став королем лангобардів в результаті шлюбу з Теоделіндою в листопаді 590 року. За бажанням дружини він охрестився разом зі своїм народом, проте вони прийняли аріанство, а не римську віру. У 603 під впливом Теоделінди він і його син Адалоальд приняли католицьку віру. Разом з дружиною побудував базиліку у Монці, де Залізна корона, а також корона Агілульфа, присвячена святому Івану з написом rex totius Italiae («король Італії») зберігається і сьогодні.
Його довге правління знаменувалось припиненням війни з франками у зв'язку зі смертю короля Бургундії Гунтрамна в 592. Без нього франки розпочали громадянську війну. Досягнуте у 598 перемир'я з папською державою зупинило тридцятирічний терор лангобардів над римлянами. Все це дало можливість Агілульфу зосередити свою енергію на боротьбі з візантійцями. Його військо захопило Сутрі і Перуджу та інші міста Умбрії. Він подолав аварів і деякі слов'янські племена. За допомогою папи Римського Григорія I досяг перемир'я з візантійським імператором Маврикієм у 598. Проте, наступного року екзарх Равенни Каллінік порушив мир, викравши дочку лангобардського короля, яка подорожувала. Війна відновилась у 602, візантійський імператор Фока втратив Падую.
У 607 Віттеріх, король вестготів ініціював створення союзу чотирьох правителів — Теодеберта II, короля Австразії, Хлотара II короля Нейстрії і Агілульфа проти Теодоріха II, короля Бургундії. Причиною війни було убивство бабою та сестрою Теодоріха його дружини, що була дочкою Віттеріха. Цей союз не мав успіху, відомо лише про один бій, що відбувся, ймовірно, біля Нарбонни.
У 605 імператор Фока визнав права Агілульфа, сплатив йому данину і відступив йому Орв'єто. Правління Агілульфа закінчилось мирно, він помер у 616. Йому спадкував син від Теоделінди Адалоальд. Агілульф мав також дочку Гундібергу, яка вийшла заміж за Аріоальда, який пізніше став королем.